# Bataille de Solway Moss
Pour les articles homonymes, voir Moss.
La bataille de Solway Moss opposa les armées anglaises et écossaises à Solway Moss sur les bords de l'Esk, aux confins de l'Écosse le 24 novembre 1542.

## Contexte
Lorsqu'Henri VIII d'Angleterre rompit en 1533 avec l'Église catholique romaine, il demanda à son neveu Jacques V d'Écosse de faire de même. Non seulement Jacques V ignora la demande de son oncle, mais il refusa de se rendre à une audience à York. Furieux, Henri VIII leva une armée pour marcher contre l'Écosse. En représailles des déprédations causées par la soldatesque anglaise en Écosse, Jacques V chargea Robert Maxwell (en), sénéchal des marches de l'Ouest, de lever à son tour une armée.
Le 24 novembre 1542, une armée de plus de 15 000 Écossais marcha vers le sud. Maxwell, quoiqu'il n'eût pas été expressément nommé commandant en chef de cette armée, déclara qu'il dirigerait lui-même l'attaque. Toutefois, il tomba malade, et ne rejoignit pas le champ de bataille.
L'armée écossaise fut arrêtée dans sa progression à Solway Moss par le général anglais Thomas Wharton (en) et ses 3 000 hommes. Maxwell absent, Sir Oliver Sinclair (en) de Pitcairns, favori de Jacques V, s'improvisa commandant en chef des contingents des Gaels, mais les autres officiers refusèrent de reconnaître son autorité et le combat s'engagea sans plan concerté.
La bataille (ou plus précisément la bagarre) se dissipa en actions individuelles et ne fit que quelques morts, mais les Anglais firent 1 200 prisonniers, dont Sinclair et les comtes de Cassill et Glencairn.
Jacques V, qui ne put assister au combat (il était resté à Lochmaben), se retira à Falkland Palace, atteint de fièvre. Il mourut deux semaines plus tard, âgé de seulement 30 ans, laissant une fille de 6 jours, la future Marie Ire d'Écosse.